# Лободовщина
Лободовщина (укр. Лободівщина) — село,
Ворожбянский сельский совет,
Лебединский район,
Сумская область,
Украина.
Код КОАТУУ — 5922982407. Население по переписи 2001 года составляло 38 человек .

## Географическое положение
Село Лободовщина находится на одном из истоков реки Ворожба.
На расстоянии до 1,5 км расположены сёла Лифино и Ворожба.
Село окружено лесным массивом (дуб, берёза).